# Drosophila kallima
Drosophila kallima este o specie de muște din genul Drosophila, familia Drosophilidae, descrisă de Wheeler în anul 1957. Conform Catalogue of Life specia Drosophila kallima nu are subspecii cunoscute.